# 一葉モカ
一葉 モカ（いちよう もか、女性）は日本のイラストレーター、原画家である。

## 来歴
2009年、キャラクター・ボーカル・シリーズ第3弾である巡音ルカの楽曲「紅一葉」のPVのイラストで注目を浴び、WhiteFlame presents feat. 巡音ルカのメジャーデビューアルバム『君のいる景色』ではCDデザインジャケットを担当した。
2009年11月、瀬尾つかさの『円環のパラダイム』（一迅社文庫）で、ライトノベルの挿絵を初めて担当する。
2012年6月、『フツウノファンタジー』（EX-ONE）でゲーム原画家デビューを果たす。

## 作品リスト

### 挿絵
- 『円環のパラダイム』（一迅社文庫/著者：瀬尾つかさ）：2009年11月20日
- 『Re:バカは世界を救えるか?』全5巻（富士見ファンタジア文庫/著者：柳実冬貴）：2010年6月 - 2011年8月
- 『ドラゴンブラッド』全3巻（MF文庫/著者：伊上円）：2010年10月 - 2011年5月
- 『STEINS;GATE 変移空間のオクテット』全2巻（富士見ドラゴンブック/著者：明時士栄）：2012年12月 - 2013年2月
- 『ロンリー・マイセルフ・サーガ』（オーバーラップ文庫/著者：深山ユーキ）：2013年4月 - 9月
- 『お嬢様学校で孕ませ放題！』（フランス書院・美少女文庫えすかれ/著者：山口陽）：2014年5月
- 『雀-肌上の猛牌』（スーパーダッシュ文庫/著者:櫂末高彰、麻雀監修：神崎ちろ）：2014年7月25日
- 『学園異能バトルでハーレムを』（フランス書院・美少女文庫/著者：鷹羽シン）：2014年8月30日
- 『ACUTE』『ReAct』（PHP研究所/原作：黒うさP/WhiteFlame、著者：雨宮ひとみ）：2014年6月 - 11月
- 『隠岐島千景の大いなる野望 高校生たちが銀行を作り、学校を買収するようです。』（ダッシュエックス文庫/著者：須崎正太郎）：2015年3月25日
- 『異世界に転生したのでエロゲの力で無双する』（竹書房・ヴァリアントノベルズ/著者：久遠ひろ）：2019年1月
- 『催眠カノジョ 高梨伊織催眠記録』（二次元ドリーム文庫/著者：上田ながの/原作：一葉モカ）：2020年12月24日

### 原画
- 『フツウノファンタジー』（EX-ONE）：2012年6月29日　※18禁
- 『ももいろ性癖開放宣言!』（softhouse-seal GRANDEE）：2014年3月28日　※18禁
- 『罪恋×2/3』（Campus）：2016年7月29日　※18禁
- 『お嬢様はイイナリみたいです!?』（evoLL）：2017年1月27日　※18禁
- 『清楚なあの娘は、隠れビッチ ～いつでもどこでも欲情SEX～』（アパタイト）：2018年1月12日　※18禁
- 『黒ギャル娘との淫欲相姦 ～翻弄される父親の性欲～』（アパタイト）：2018年8月3日　※18禁
- 『メイドinウィッチライフ! -館で始まるHな魅了性活-』（Escu:de）：2019年1月25日　※18禁
- 『スマホを忘れただけなのに… ～脅され快楽に堕とされていくギャル～』（アパタイト）：2019年5月10日　※18禁
- 『妻が寝取られアルバイト ～チャラ男の巨根に敗北した嫁～』（アパタイト）：2020年2月7日　※18禁
- 『きらら★キララNTR 魔法少女は変わっていく…』（すふれそふと）：2020年3月27日　※18禁
- 『発射オーライっ♪田舎列車はハメられ放題!? ～ギャルと文女のおじさん弄り～』（アンモライト）：2020年8月28日　※18禁
- 『保育士の秘蜜 ～優しい顔と夜の顔～』（すふれそふと）：2020年11月27日　※18禁
- 『ナマイキJKライブラリー』（DESSERT Soft）：2022年5月27日　※18禁

### CDジャケットイラスト
- WhiteFlame presents feat. 巡音ルカ『君のいる景色』（ティー ワイ エンタテインメント）：2009年9月2日
- 『Re:バカは世界を救えるか? ドラマCD』（ティー ワイ エンタテインメント）：2010年12月25日

### その他イラスト作品
- 『萌え萌え妖怪事典 零』（イーグルパブリシング）：2009年7月24日　※イラスト参加
- 『Kanon Nanase with VOCALOIDs Visual Books Yellow Star Airlines』（Sevencolors）：2011年8月13日　※ゲスト参加
- 『初音ミクGraphics Character Collection CV03 巡音ルカedition』（角川書店）：2011年10月31日　※イラスト参加
- 『Kurousa Works feat.初音ミク -黒うさP作品集-』（アスキー・メディアワークス）：2012年7月20日　※イラスト参加